# Morula biconica
Morula (Habromorula) biconica, tên tiếng Anh: biconic rock shell, là một loài ốc biển, là động vật thân mềm chân bụng sống ở biển thuộc họ Muricidae, họ ốc gai.

## Miêu tả
Kích thước vỏ ốc trong khoảng 13 mm và 30 mm

## Phân bố
Loài này có ở Ấn Độ Dương dọc theo Réunion, Madagascar, lưu vực Mascarene và hải vực Ấn Độ Dương-Tây Thái Bình Dương.